# Sarcophaga graeca
Sarcophaga graeca är en tvåvingeart som först beskrevs av Boris Borisovitsch Rohdendorf 1937.  Sarcophaga graeca ingår i släktet Sarcophaga och familjen köttflugor.
Artens utbredningsområde är Grekland. Inga underarter finns listade i Catalogue of Life.